# Ludia chapelieri
Ludia chapelieri är en videväxtart som beskrevs av Herman Otto Sleumer. Ludia chapelieri ingår i släktet Ludia och familjen videväxter. Inga underarter finns listade i Catalogue of Life.